# Patrick Gordon
Patrick Gordon, škotski general Imperialne ruske vojske, * 1635, † 29. november 1699.
Gordon je leta 1650 vstopil v Jezuitski kolegij v Braunsbergu, a se je zaradi strogega režima kmalu odpovedal temu in poskusil srečo kot najemnik. Leta 1655 je vstopil v Švedsko vojsko, nato pa je naslednjih pet let izmenično služil za Švedsko in Poljsko (bil je zajet s strani Poljske, se jim pridružil, nato pa bil spet ujet s strani Švedske). Letta 1661 je vstopil v službo carja Alekseja I., za katerega je izbojeval številne zmage proti Turkom in Tatarom; nazadnje je postal vrhovni general vojske.